# Enron
Enron Corporation var ett amerikanskt energi-, råvaru- och tjänstebolag baserat i Houston, Texas. Före dess konkurs den 2 december 2001 hade Enron cirka 20 000 anställda och var en av världens största el-, naturgas-, kommunikations-, samt massa- och pappersföretag, med påstådda intäkter på nästan $101 miljarder under 2000. Fortune namngav Enron "USA:s mest innovativa företag" under sex år i rad.
I slutet av 2001 visade det sig att dess redovisade finansiella ställning var fortsatt fördröjd genom institutionaliserade, systematiska och kreativt planerade bokföringsbrott, sedan kända som Enron-skandalen. Enron har sedan dess blivit ett välkänt exempel på avsiktligt företagsbedrägeri och korruption. Skandalen ifrågasatte redovisningspraxisen och verksamheten i många företag i USA och var en faktor i skapandet av Sarbanes-Oxley Act från 2002. Skandalen påverkade också det större näringslivet genom att orsaka upplösningen av redovisningsföretaget Arthur Andersen.
Enron ansökte om konkursskydd i Southern District of New York under slutet av 2001 och valde Weil, Gotshal & Manges som sin konkursadvokat. Konkursen avslutades under november 2004 i enlighet med en domstolsgodkänd plan för omorganisation, efter en av de mest komplicerade konkurser i USA:s historia. En ny styrelse ändrade namnet på Enron till Enron Creditors Recovery Corp., och betonade omorganisationen och likvidationen av vissa verksamheter och tillgångar i det före detta Enron. Den 7 september 2006 sålde Enron Prisma Energy International Inc., sin sista kvarvarande verksamhet, till Ashmore Energy International Ltd. (numera AEI).

## Enronskandalen
År 2001 kulminerade den så kallade Enronskandalen efter avslöjanden om avancerade och välplanerade brott mot diverse företagslagar, bland annat insiderhandel, bokföringsbrott och korruption. Enron har även beskyllts för att ha medverkat till att manipulera tillgången på elmarknaden och därmed priset, vilket ledde till den stora elkrisen i Kalifornien
Enron var i många år en investerarfavorit. Anseendet solkades dock efter anklagelser om kartellbildningar och mutbrott i samband med energiaffärer utomlands. Det som knäckte bolaget var dock avslöjande om att koncernredovisningen exkluderade vissa enheter, så kallade special purpose entities. Vissa lån och derivat bokfördes i särskilda bolag som formellt inte ägdes av Enron. Enron stod dock för risken i affärerna. Med hjälp av avancerade affärsupplägg där intäkter och tillgångar tillföll enheter som inkluderades i Enronkoncernens resultat, medan kostnader och skulder exkluderades i bokföringen, skapades en väsentligt mer positiv bild av koncernens resultat och ställning. Enron rapporterade stora vinster när koncernen i verkligheten gick med förlust som en följd av ingågna men ej redovisade kontrakt.
Redovisningen blev föremål för granskning av den amerikanska tillsynsmyndigheten för börshandel, SEC. När börskurserna började dala sålde många ledande befattningshavare som kände till den verkliga situationen sina aktier utan att marknaden hade korrekt information, så kallad insiderhandel.
I Europa ansökte Enron om konkurs den 30 november 2001 och två dagar senare ansökte de om skydd från den amerikanska konkurslagen Chapter 11 (omorganisering istället för likvidering). I dag existerar Enron endast för att sköta om sina fastigheter, konkursprocesser och för att reda ut rättsliga frågor. 

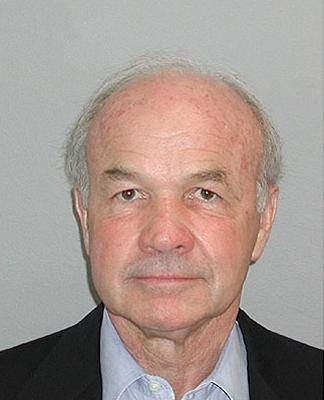
Kenneth Lay.

Amerikanska finansdepartementet tillsatte en utredning som ledde till åtal för flera av de inblandade. Två av ledarna i skandalen, Kenneth Lay och Jeffrey Skilling förklarades skyldiga till ett flertal åtalspunkter, när rättegången avslutades den 25 maj 2006. Maxstraffet för de brott de är dömda för är 45 respektive 185 år. Straffet fastställdes den 23 oktober 2006 för Jeffrey Skilling till 24 år och 4 månaders fängelse. Kenneth Lay avled av en hjärtinfarkt 5 juli 2006 i väntan på att hans straff skulle fastställas. Ytterligare 16 personer erkände sig skyldiga till brottsliga handlingar i företaget, medan ytterligare fem dömdes mot sitt nekande och en begick självmord. I utbyte mot strafflindring medverkade finanschefen Andrew Fastow i brottsutredningen. Han avslöjade bland annat att hela ledningen var väl medveten att Enron var på väg att kollapsa, samt att han fått instruktioner att mjölka ut så mycket som möjligt ur bolagen. Bolagsledningen hann sälja sina Enron-aktier för totalt 116 miljoner dollar, innan bolagets verkliga läge blev känt, och aktien fullständigt kollapsade. Den 26 september började Andrew Fastow avtjäna sitt 10-åriga fängelsestraff.

## Konsekvenser idag av Enronskandalen
De som drabbades hårdast av skandalen var anställda och investerare i bolaget. De senare såg värdet på aktierna sjunka från höjdpunkten 90 USA-dollar till att bli i praktiken värdelösa på kort tid. Obligationslån och andra finansiella instrument påverkades i samma omfattning. De anställda som i många fall förlorade jobbet hade också sina pensioner i stor omfattning investerade i Enronaktier enligt den pensionsplan som bolaget erbjöd. Pensionsfonden för Enronanställda var värderad till 1.2 miljarder dollar, samt 2 miljarder till Enron-pensionärer innan konkursen. Följaktligen försvann hela pensionssparandet. 
De verksamheter som bedrevs köptes upp och drevs i vissa fall vidare av konkurrenter eller tidigare företagsledning i dotterbolagen. I Sverige övertogs till exempel Enrons vindkraftverk i Kalmarsund av General Electric. 

### Sarbanes Oxley act
Enronskandalen och oegentligheter i redovisningen kombinerat med avancerade belöningssystem till ledande befattningshavare i företag som till exempel Worldcom, Tyco och Adelphia Communications ledde till krav på hårdare regelverk för bolagsstyrning i USA. 
Som en direkt följd och på väldigt kort tid togs Sarbanes-Oxley Act (SOx), fram med mycket långtgående krav på företag noterade i USA som ökar kraven på företagens bokföringsetik.

### Lobbyverksamhet
Både Enron och Kenneth Lay personligen gjorde sig kända för sina miljonbelopp i donationer till politiker, både republikaner och demokrater, men kanske framför allt till Republican National Committee  som jobbar med politiska strategier. Lay hade starka band med Bush-familjen. Enron hade haft affärer tillsammans med företaget Spectrum 7 vars styrelseordförande var George W. Bush, innan denne kandiderade till presidentposten. 
Kopplingen mellan Enron och ledande politiker har lett till anklagelser om att bolaget fått otillbörliga fördelar. Exempelvis antas det ha påverkat politikernas agerande före och under elkrisen i Kalifornien i början av 2000-talet.
Enrons och andra storföretags lobbyverksamhet har varit en av anledningarna till införande av hårdare regler för donationer antagna av den amerikanska kongressen.

### Arthur Andersens undergång
Enronskandalen fick katastrofala konsekvenser för den globala revisionsorganisationen Arthur Andersen. Arthur Andersen som godkänt redovisningen i koncernen fick som en följd av påstådda brister i revisionen av Enron avveckla sin verksamhet i USA. Inom ett par veckor hade hela Arthur Andersen brutit samman och över 100.000 medarbetare över hela världen fick söka sig ny arbetsgivare. Av de riktigt stora globala revisionsfirmorna återstår som en följd av Enronskandalen bara KPMG, Ernst & Young, Deloitte och PwC, gemensamt kallade Big Four

### Enron: The Smartest Guys in the Room
Boken Enron: The Smartest Guys in the Room blev en bästsäljare, och en dokumentärfilm baserad på boken spelades in. År 2005 nominerades filmen Enron: The Smartest Guys in the Room till en Oscar i kategorin Bästa dokumentärfilm.
På Enrons huvudkontor i Houston, och i ett stort kontorslandskap, hade de båda ledarna Kenneth Lay och Jeffrey Skilling var sin trappa upp till sina respektive kontor. Bokens och filmens titeln Enron: The Smartest Guys in the Room ("Enron: de smartaste killarna i rummet") baserar sig på vad personalen i kontorslandskapet kallade sina två ledare.